# Emilie Düntzer
Emilie Adolfine Düntzer (* 13. August 1896 in Köln; † 13. November 1983 ebenda) war eine deutsche Gynäkologin und Sportärztin. Mit ihrer wissenschaftlichen Untersuchung zusammen mit Martha Hellendall auf dem 14. Deutschen Turnfest 1928 trug sie dazu bei, medizinische Vorurteile gegenüber dem Frauensport abzubauen.

## Leben und Wirken

### Familie und Ausbildung
Emilie Düntzer wurde als zweites Kind und erste Tochter des Kölner Rechtsanwalts Arnold Düntzer und Wilhelmine Düntzer, geborene Welter, geboren. Ihr Großvater war der Goethe-Forscher Heinrich Düntzer. Sie wuchs in Köln auf und machte ihr Abitur an der Kaiserin-Augusta-Schule. Danach studierte sie Medizin in Bonn, München und Göttingen. Im Jahr 1919 wechselte Düntzer an die Universität zu Köln, an der sie 1921 ihr Examen ablegte. Darauf folgte ihre Promotion an der Pathologischen Fakultät „Ueber einen Fall von Aortitis uclerosa mit Bildung eines mycotischen Aneurysmas“.  Anschließend war sie Medizinalpraktikantin an der Medizinischen Klinik der Universität Köln (Augustahospital). 1922 erhielt sie ihre Approbation. Sie gehörte somit zu den ca. 400 Frauen, die in den Jahren 1919 bis 1933/1934 an der Universität Köln promovierten. Ihre Ausbildung zur Fachärztin machte sie, ebenfalls in Köln, im Bereich der Gynäkologie. 1927 absolvierte sie eine Weiterbildung zur Sportärztin.
Düntzer lebte während ihres Studiums und ihrer Berufstätigkeit in dem Haus ihrer Eltern in der Kölner Innenstadt. Als das Haus 1944 zerbombt wurde, zog sie nach Leverkusen-Schlebusch. Anfang der 1950er Jahre verlegte sie ihren Wohnort nach Köln-Deutz.

### Deutsches Turnfest 1928
Mit den Ergebnissen, die sie zusammen mit ihrer Kollegin Martha Hellendall auf dem 14. Deutschen Turnfest 1928 generierte, trat Emilie Düntzer in den reichsweiten sportlich-medizinischen Diskurs zu der Frage, ob Frauen während der Menstruation Sport machen dürfen, ein. Es gab zu dieser Zeit praktisch keine empirischen Daten über die Auswirkung von Sport auf weibliche Organe. Düntzel und Hallendahl befragten und untersuchten 1.561 Sportlerinnen, die zwischen 15 und 38 Jahre alt waren, und konnten nachweisen, dass Sporttreiben weder die Gesundheit noch den Verlauf von Geburten beeinflusse. Eine weitere wichtige Erkenntnis war, dass viele Frauen durch den Sport eine mildere Menstruation verspürten. Ihre 1929 publizierte Studie Einwirkungen der Leibesübungen auf weibliche Konstitution, Geburt und Menstruation wurde auch ins Englische übersetzt 1930 unter dem Titel The Influence of Physical Education Upon Constitution, Child Bearing and Menstruation of Women im amerikanischen „Journal of Health and Physical Education“ veröffentlicht.
Die beiden Ärztinnen waren die ersten, die durch eine so eine große Anzahl von Probandinnen die bisherige Meinung in der Sportmedizin und der Gynäkologie widerlegten, dass Frauen durch Sport ihre Gebärfähigkeit verlieren würden. In der Weimarer Republik gab es eine breite Diskussion zu dieser Thematik und in zahlreichen Fachzeitschriften wurde über die Auswirkungen auf das weibliche Geschlecht diskutiert. Düntzel und Hellendahl forderten Ärzte auf, ihren Patientinnen sportliche Aktivität auch während der Menstruation zu empfehlen. Die Historikerin Evelyn Zegenhagen weist darauf hin, dass sich Ärztinnen, die mit den wissenschaftlichen Ergebnissen von Hellendall und Düntzer argumentierten, von Kollegen „Unwissenschaftlichkeit und Unsachlichkeit nachsagen lassen“ mussten. Unter den restaurativen Bedingungen zu Beginn der 1930er fanden die neuen Erkenntnisse zum Frauensport keinen Eingang in die gesellschaftliche Diskussion in Deutschland. Frauensport stand im ‚Dritten Reich‘ im Interesse der rassepolitischen und ideologischen Ziele des Nationalsozialismus.

### Arbeit im Kölner Gesundheitsamt
Ab 1929 arbeitete sie als Stadtfürsorgeärztin im Kölner Gesundheitsamt. Dazu gehörte die Betreuung der Berufsschülerinnen. Zum einen wurden Berufsschülerinnen in der Gesundheitslehre unterrichtet und zum anderen durch die Ärztin medizinisch betreut. Die Reihenuntersuchungen dienten zur frühzeitigen Erkennung von Krankheiten und sollte bei der Behandlung dieser helfen. In dieser Rolle befragte Düntzer über 10.000 Schülerinnen zu Sport und Menstruation. Ihre dort gewonnenen Resultate stützen die Ergebnisse des Turnfestes. Die Kölner Ärztin hielt fest, dass Sport während der Menstruation „nur Gutes“ leiste. Ebenfalls für die Stadt Köln war sie ab 1930 in der sportärztlichen Beratungsstelle für Frauen tätig.

### Zeit des Nationalsozialismus
1933 wurde sie als Sportärztin an die Universität Köln berufen und war dort für die Studentinnen zuständig. Sie untersuchte die Studentinnen auf ihre Sporttauglichkeit und bestimmte auf den Ergebnissen basierend die Art und das Ausmaß des Pflichtsportprogrammes. Sport wurde im Nationalsozialismus zu einem wichtigen Bestandteil der Erziehung und Ausbildung des Nachwuchses. 1934 wurde der Hochschulsport verpflichtend für alle Geschlechter. Die staatliche Förderung des Frauensportes zielte darauf ab, die Frau als Gebärerin und Hüterin der Rasse zu erziehen. Am 1. Mai 1933 trat Emilie Düntzer der NSDAP bei. Ihre Parteizugehörigkeit begründete sie 1948 vor dem Entnazifizierungskomitee mit den folgenden Worten:
„Mein Eintritt in die Partei am 1. Mai 1933 erfolgte ohne innere Anteilnahme nur notgedrungen, um in meiner Stellung als Frau und Ärztin weiter sozial wirken zu können. Als Fürsorgeärztin am Gesundheitsamt der Stadt Köln musste ich im Falle des Nichteintritts mit Sicherheit mit der angedrohten Entlassung aus meiner Stellung rechnen.“
Die Ideologie der Nationalsozialisten habe sie, trotz Parteizugehörigkeit, immer abgelehnt. Dennoch bekleidete sie das Amt der Kulturwartin der NS-Frauenschaft, wo sie die weibliche Bevölkerung im Sinne der NS-Ideologie zu den Themen Mutterschaft, Haushalt und Gesundheitspflege unterrichtete. Über die Inhalte ihrer Schulungen sowie ihre politischen Ansichten während des Nationalsozialismus ist weiter nichts bekannt.
In den darauffolgenden Jahren arbeitete sie zusätzlich als Fürsorgeärztin in Köln-Ehrenfeld. In dieser Position war sie für die Säuglings- und Kleinkinder- sowie Tuberkulosefürsorge zuständig.
1945 übernahm sie von Januar bis April eine Praxisvertretung in Köln-Dünnwald.

### Nachkriegszeit und frühe Bundesrepublik
Nach der Praxisvertretung führte Emilie Düntzer in Leverkusen ihre eigene Praxis bis 1948. Seit 1946 war sie darum bemüht, ihre alte Anstellung am Kölner Gesundheitsamt wiederzuerlangen. Im Oktober 1948 wurde ihr Antrag auf Wiedereinstellung stattgegeben und sie konnte in ihrer alten Position weiterarbeiten. Dies wurde erst dadurch möglich, dass sie im selben Jahr von dem Entnazifizierungskomitee als „Mitläuferin“ eingestuft wurde. Zahlreiche Kollegen und Kolleginnen hatten ihre Unschuld bezeugt.
Als Ärztin im Kölner Gesundheitsamt widmete sie sich erneut den Berufsschülerinnen. 1950 wurde sie zur „Städtischen Medizinalrätin“ befördert, eine Position, die zu dieser Zeit nur wenige Frauen erreichten. In ihrer Funktion als Schulärztin untersuchte sie 20 583 berufsschulpflichtige Mädchen mit dem Ergebnis, dass nur die Hälfte der Mädchen gut ernährt war und in normalem Kräftezustand. Sie wurde noch als Sachverständige im Gesetzgebungsprozess für das Jugendarbeitsschutzgesetz von 1960 angehört. 1961 ging Emilie Düntzer in den Ruhestand.
Düntzer starb 1983 im Alter von 87 Jahren und wurde in der Familiengrabstätte auf dem Kölner Melaten-Friedhof beerdigt. Das Grab wurde nach Ablauf der Nutzungsfrist abgeräumt.

## Engagement
Emilie Düntzer engagierte sich vielfältig auf der lokalen- und deutschlandweiten sportmedizinischen Ebene. 1925 wurde sie Mitglied im Bund Deutscher Ärztinnen. Der Verband steuerte die Vernetzung und den Austausch von Medizinerinnen in Deutschland an. Von 1929 bis 1933 war sie in der Kölner Ortsgruppe des Ärztinnenbundes zweite Vorsitzende.
Bei der Wiedergründung des Deutschen Sportärztebundes 1950 in Hannover war sie mit Auguste Hoffmann für Frauenbelange zuständig und wurde zur Vorsitzenden des Frauenausschusses gewählt. In dieser Funktion setzte sie sich gegen das Verbot der Teilnahme von Frauen an Ruderwettkämpfen ein.

## Auszeichnungen
- Als erster Frau wurde Emilie Düntzer auf dem 20. Deutschen Sportärztekongress am 29. September 1961 in München die Ruhemann-Plakette verliehen.[10]